# Lake County (Indiana)
Das Lake County ist ein County im US-amerikanischen Bundesstaat Indiana. Im Jahr 2010 hatte das County 496.005 Einwohner und eine Bevölkerungsdichte von 385,1 Einwohnern pro Quadratkilometer. Der Verwaltungssitz befindet sich in Crown Point.
Das Lake County ist Bestandteil der Metropolregion Chicago.

## Geografie
Das County liegt im Nordwesten von Indiana am Südufer des Michigansees im südöstlichen Vorortbereich von Chicago. Es hat eine Fläche von 1622 Quadratkilometern, wovon 334 Quadratkilometer auf Wasserflächen entfallen. Die südliche Grenze des Countys wird durch den Kankakee River gebildet, einen der beiden Quellflüsse des Illinois River. An das Lake County grenzen folgende Nachbarcountys:
| Cook County (Illinois)     |               |               |
| Will County (Illinois)     |               | Porter County |
| Kankakee County (Illinois) | Newton County | Jasper County |

### Schutzgebiete

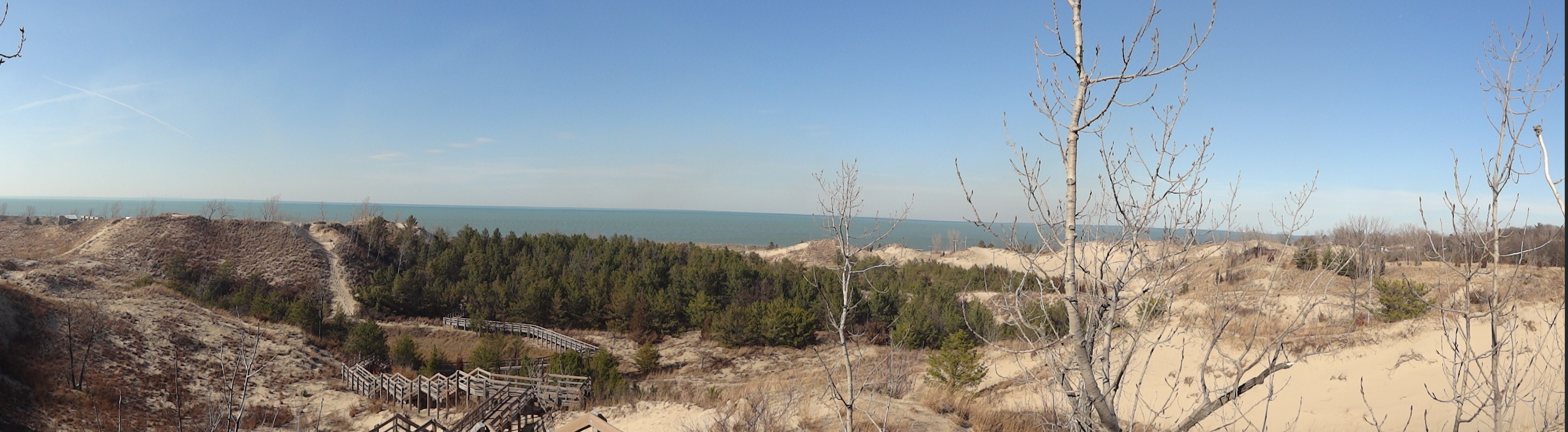
Indiana Dunes National Lakeshore

Das Lake County hat Anteil am Gebiet des Indiana Dunes National Lakeshore, das sich über alle drei Countys Indianas am Ufer des Michigansees erstreckt.

## Geschichte
Das Lake County wurde im Jahr 1837 aus ehemaligen Teilen des damals wesentlich größeren Porter County gebildet. Benannt wurde das neu gegründete County nach seiner Lage am Michigansee (englisch: Lake Michigan).

76 Bauwerke und Stätten des Countys sind im National Register of Historic Places eingetragen (Stand 2. September 2017).

## Demografische Daten
Nach der Volkszählung im Jahr 2010 lebten im Lake County 496.005 Menschen in 183.198 Haushalten. Die Bevölkerungsdichte betrug 385,1 Einwohner pro Quadratkilometer. In den 183.198 Haushalten lebten statistisch je 2,67 Personen.
Ethnisch betrachtet setzte sich die Bevölkerung zusammen aus 70,5 Prozent Weißen, 25,9 Prozent Afroamerikanern, 0,5 Prozent amerikanischen Ureinwohnern, 1,4 Prozent Asiaten, 1,0 Prozent Polynesiern sowie aus anderen ethnischen Gruppen; 1,6 Prozent stammten von zwei oder mehr Ethnien ab. Unabhängig von der ethnischen Zugehörigkeit waren 17,0 Prozent der Bevölkerung spanischer oder lateinamerikanischer Abstammung.
25,3 Prozent der Bevölkerung waren unter 18 Jahre alt, 61,3 Prozent waren zwischen 18 und 64 und 13,4 Prozent waren 65 Jahre oder älter. 51,7 Prozent der Bevölkerung war weiblich.

Das jährliche Durchschnittseinkommen eines Haushalts lag bei 49.443 USD. Das Pro-Kopf-Einkommen betrug 23.726 USD. 16,6 Prozent der Einwohner lebten unterhalb der Armutsgrenze.

## Ortschaften im Lake County
Citys
| - Crown Point - East Chicago - Gary - Hammond | - Hobart - Lake Station - Whiting |

Towns
| - Cedar Lake - Dyer - Griffith - Highland | - Lowell - Merrillville - Munster - New Chicago | - Schererville - Schneider - St. John - Winfield |

Census-designated places (CDP)
- Lake Dalecarlia
- Lakes of the Four Seasons1
- Shelby

Andere Unincorporated Communities
| - Ainsworth - Belshaw - Brunswick - Creston - Deep River - Deer Creek - Dinwiddie | - Green Acres - Hawthorne Hills - Klaasville - Kreitzburg - Lake Hills - Leroy - Liberty Park | - Liverpool - New Elliott - North Hayden - Orchard Grove - Palmer - Range Line - Rolling Hill Estates | - Ross - Shady Lawn - Southeast Grove - Southmoor Park - Van Loon - Wald View |

1 – teilweise im Porter County

## Gliederung
Das Lake County ist in elf Townships eingeteilt:
| Township             | Einwohner (2010) | FIPS     |
| -------------------- | ---------------- | -------- |
| Calumet Township     | 104.258          | 18-09820 |
| Cedar Creek Township | 12.097           | 18-11026 |
| Center Township      | 31.756           | 18-11476 |
| Eagle Creek Township | 1668             | 18-19306 |
| Hanover Township     | 12.443           | 18-31252 |
| Hobart Township      | 39.417           | 18-34132 |

| Township            | Einwohner (2010) | FIPS     |
| ------------------- | ---------------- | -------- |
| North Township      | 162.855          | 18-54414 |
| Ross Township       | 47.890           | 18-66096 |
| St. John Township   | 66.741           | 18-66870 |
| West Creek Township | 6826             | 18-82574 |
| Winfield Township   | 10.054           | 18-84896 |
|                     |                  |          |